# Gudenå
Gudenå også kaldet Gudenåen er en å beliggende i Østjylland, der med sine 149 kilometer er Danmarks længste vandløb.

## Geografi
Gudenåen har sit udspring i Tinnet Krat nordvest for Tørring i Vejle Kommune, 72 meter over havet (55°54′07″N 09°24′03″Ø / 55.90194°N 9.40083°Ø) og udmunder i bunden af Randers Fjord, som traditionelt regnes for at starte ved Randersbro (56°27′23″N 10°01′34″Ø / 56.45639°N 10.02611°Ø). Men undertiden regnes stykket fra Randersbro østpå til sammenløbet med Grund Fjord ved Uggelhuse som en del af Gudenåen, hvorfor åen nogle steder angives at have en længde på 160 km
Undervejs løber åen gennem byerne Tørring, Voervadsbro, Ry, Silkeborg, Bjerringbro, Ulstrup, Langå og Randers.

## Opland og vandføring
Gudenåen og dens tilløb afvander tilsammen et areal på cirka 2.643 km² eller lidt mindre end Fyn, og har en middelvandføring på 32.400 liter pr. sekund og er dermed målt på vandmængde lidt mindre end Danmarks mest vandrige å, Skjern Å.

### Tilløb og søer
Følgende åer og søer indgår i Gudenå-systemet – startende ved udspringet:
- Alsted Mølleå løber til fra syd (højre) i Tørring. Ved den sidste strækning gennem Tørring kaldes den Slårup Å.
- Det brede engområde mellem Tørring og Åle, som har fællesbetegnelsen Uldum Kær, udgør Gudenåens sydligste del. Her løber først Ølholm Bæk til ved Ølholm og siden Uldum Lilleå ved Uldum, begge fra syd (højre).
- Åle Bæk løber til fra nord (venstre) ved Åle.
- Mattrup Å løber til fra vest (venstre) kort efter Åstedbro.
- Efter at have passeret Silkeborg-Horsens-landevejen udvider åen sig efter Bredvad til de kunstige søer, der er opstået ved opstemningen til Vestbirk Vandkraftværk: Bredvad Sø, Naldal Sø og Vestbirk Sø.
- Kort før Mossø løber åen primært i det oprindelige åleje, kaldet Døde Å, efter naturgenopretning i 2018, men en mindre vandmængde løber i Klosterkanalen til Klostermølle.
- Fra udmundingen af Døde Å samt i mindre grad fra Klostermølle løber åen ud i Mossø, hvis vestlige ende Gudenåen løber igennem. Foruden søens egne tilløb løber også vandet fra egnene omkring Skanderborg Søerne og Ringkloster Å ud i søens østlige ende.
- Salten Å løber til fra vest (venstre) kort efter Mossø.
- Efter Gudensø løber åen ind i den opstemmede Rye Mølle Sø, hvor Skærså fra øst (højre) leder vandet fra Vessø ud i åen kort før Ry. Åen falder cirka 1,5 meter ved Rye Mølles opstemning, der udgør en spærring for sejlads. Her må kanofarere sejle bådene gennem et rør under landevejen og trække dem over en slidske.
- I Birksø lidt nord for Ry modtager åen fra øst/nord (højre) vandet fra Knudsø og Ravnsø.
- I den store Julsø med Møgelø og Himmelbjerget som nabo er der ikke nogen større tilløb.
- I Borresø er der udløb fra syd (venstre) af vandet fra Slåensø, og i vestenden leder Gravbæk fra vest (venstre) vandet fra Thorsø og dens omgivelser ud i åen.
- I vestenden af Brassø kommer fra vest (venstre) vandet fra Vejlsø og Almindsø.
- Fra Brassø til Silkeborg Langsø kaldes åen Remstrup Å. Ved udløbet til Silkeborg Langsø er åen opstemmet ved Silkeborg Papirfabrik, hvor Silkeborg Havn er anlagt.
- Silkeborg Langsø har tilløb fra syd (venstre) fra Lyså og Ørnsø, som igen får vand fra Funder Å, der har sit udspring syd for Bølling Sø. Bølling Sø afvandes mod vest gennem Skygge Å, som længere nede kaldes Karup Å, så området syd for Bølling Sø udgør vandskellet mellem Gudenåen og Karup Å.
- Ved Resenbro er der tilløb fra øst (højre) fra Linå, der kommer fra Bjarupmose.
- Ved Sminge Sø løber Gjern Å ud fra øst (højre) med vand fra blandt andet Søbygård Sø på Hammel-kanten.
- Kort før Kongensbro løber Alling Å ud i Gudenåen fra vest (venstre). Den kommer fra området omkring Mausing og løber gennem Hinge Sø, hvor også Lemming Å støder til.
- Før åen løber ud i den opstemmede Tange Sø, er der to mindre tilløb fra øst (højre), Gjelå og Borre Å.
- Lige før Tangeværket er der tilløb fra vest (venstre) fra Tange Å, der udspringer på Grathe Hede ved Thorning, vest for Kjellerup.
- I Langå kommer fra syd (højre) den store Lilleå med vand fra egnen omkring Hinnerup og Lading. Undervejs løber den sammen med Granslev Å, der har udspring i samme område som Gjern Å.
- Ved Fladbro kort før Randers får åen sit største tilløb fra Nørreå, der kommer fra vest (venstre) fra Hald Sø ved Viborg og også afvander Nørresø og Søndersø ved Viborg. Denne å har, ligesom Gudenåen, haft pramfart og været af væsentlig betydning for tidligere tiders transport og industri.

## Etymologi
Gudenåen er Danmarks længste å og har sit navn fra oldnordisk. Ordet "Guden" er afledt af det oldnordiske ord "guth," der betyder "gud" eller "hellig." Navnet kan oversættes til "Gudernes å", "Den hellige å” eller “Den til guderne indviede å”.
Den kulturelle og historiske betydning af Gudenåen afspejler sig i navnet, der antyder en form for helligdom eller guddommelig forbindelse. Mange steder rundt om i verden har floder og vandløb været centrale i myter og religiøse overbevisninger, og dette er ikke anderledes for Gudenåen i Danmark.

## Historie
Den øverste del af Gudenåen har tidligere haft flere forskellige navne. Det allerøverste, bækagtige forløb har heddet Hammermølleå, lidt længere nede hed åen Stovgårdså, Træden Å, Bredvadå og Vorvadså. Fra og med udløbet fra Mossø hed den Sønderå eller blot Den Store Å. Det var først på strækningen neden for Silkeborg, at flodløbet bar navnet Gudenå, som betyder, "den til guderne indviede". I Snorri Sturlusons Heimskringla bruges betegnelsen Godnarfjördr om Randers Fjord, og i Øm Klosters Krønike fra begyndelsen af 1200-tallet hedder den Guthnesse.
Helt tilbage fra oldtiden har Gudenåen været én af Jyllands hovedveje. Det vidner de mange bopladser i området om, og på trods af mange fald og forhindringer, har det nok været lettere at transportere ting ad vandvejen, end gennem et vildnis helt uden eller med elendige veje.
Ved Gudenåen fandtes tidligere talrige fiskegårde. En fiskegård er en fast fangstindretning, der ofte indrettes som en stor ruse, og hvor der anvendes fletværk af grene i stedet for net. Den første kongeligt privelegerede fiskegård i Gudenåen omtales i 1351, og der har helt givet været fiskegårde før denne tid.De mest kendte fiskegårde er laksegårdene, hvoraf Frisenvold Fiskegård er nævnt i 1443 og var i drift i mindst 472 år På det nederste stykke af Gudenåens hovedløb fra Ulstrup til Randers var der allerede 35 fiskegårde i 1664, og længere opstrøms lå mange andre fiskegårde, der mest omtales som ålegårde. Nogle laksegårde, som ved Frisenvold, spærrede åen helt og blev kun åbnet, når der skulle passere skibe eller i vinterperioden, hvor der kunne være problemer med is. Andre spærrede op til halvdelen af åen.
Man har i gamle retsprotokoller fundet vidnesbyrd om pramfart i 1400-tallet. Kong Christoffer af Bayern (1418-48) bekendtgjorde, at "trækkarle havde lov til at slæbe pramme op langs åen med tov".
I 1799 blev der udarbejdet en plan, der indebar regulering af ålegårdene og anlæggelsen af en handelsplads ved Silkeborg, men planen strandede på modstand fra lodsejerne langs åen, ikke mindst fra Ans Kro, der frygtede konkurrencen om købmandshandlen, som de stort set havde eneret på.
I den første del af 1800-tallet anlagde man den første træksti langs åen.
Efterhånden blev pramfolkene dygtigere, og der blev anlagt tørvefabrikker og teglværker langs floden, som udviklede sig til egnens hovedtrafikåre for både varer og passagerer.
Med anlæggelsen af Silkeborg Papirfabrik og oprettelsen af en handelsplads nåede pramfarten sin storhedstid. I 1842 var der oprettet en å-bestyrelse, der nåede frem til en aftale mellem lodsejerne og pramfolkene, og som opkrævede en afgift af prammene til vedligehold af ruten. I 1851-52 opnåede man en bevilling på finansloven til uddybning af åen og anlæggelsen af en ordentlig trækvej. Denne trækvej er i dag udlagt som gangsti med offentlig adgang. Langs gangstien er det et rigt plante- og dyreliv.

## Uddybninger
Fra midten af 1700-tallet begyndte brugen af mergel at vinde frem i landbruget. Mergel er ler med op til 50 procent kalk og det findes rundt om i søer og lavninger. Det var især på de magre og kalkfattige jorder i Vestjylland, der var behov for mergel. For når kalken mangler, bliver jorden sur, og så kan planterne ikke optage næringsstoffer. Også langs Gudenåen blev der rundt om brugt mergel til at forbedre jordbundsforholdene, og der blev gravet mergel flere steder ved det store vandsystem. Mellem Vejerslev og Trust øst for Gudenåen var der for eksempel et stort mose- og engdrag, hvor der var store mængder mergel i to-tre meters dybde. En del blev kørt helt til Sall og andre sogne, men en stor del blev sejlet bort med pramme på Gudenåen. I sidste halvdel af 1800-tallet begyndte nogle bønder at grave mergel i Mossø, Salten Langsø og Gudensø. Også den blev fragtet på pramme og afsat til områdets bøndergårde. I nogle få år omkring 1930 gravede entreprenørfirmaet Hoffmann & Sønner mergel i Silkeborg Langsø. Stående på Viborgbroen i Silkeborg kunne man se en gravemaskine hente mergelen op. Maskinen var placeret på nogle pontoner forankret i søen, og en båd med pram sørgede for at sejle mergelen frem til en lagerplads, hvor man kunne afhente den mere eller mindre indtørrede mergel.
I årene 1802-03 blev Gudenåen fra Randers til Bjerringbro gjort mere farbar for pramdrift ved uddybning og fjernelse af sten, og i årene 1807-10 fulgte strækningen fra Bjerringbro til Silkeborg. Gudenåen var dog langt fra blevet nok farbar.
C. Carlsen, der skrev om reguleringsarbejderne i 1861, kunne konstatere at »Aaen var især paa Strækningen mellem Sminge Sø og Tange opfyldt med store Steen, som tildeels ragede frem over Vandfladen. Paa nogle Steder have Stenene, som før nogen Oprydning var foretagen, ligget saa tæt, at de aldeles spærrede Passagen”.
Det blev der imidlertid gjort noget ved i årene efter 1851, hvor Indenrigsministeriet vedtog at igangsætte en omfattende udbedring af vandvejen mellem Tange og Silkeborg. På denne strækning blev Gudenåen uddybet og udvidet, og der blev fjernet flere hundrede sten med størrelser på 1,2-2 m samt et betydeligt antal af mindre sten. Det var et hårdt arbejde, eftersom åbunden de fleste steder i sig selv var hård som sten, og arbejderne derfor ofte måtte stå midt i åen og hakke i bunden med store jernstænger. Gennemførelsen af uddybningerne og udvidelser i 1802-03, 1807-10 og ikke mindst 1851-61 betød også en betydelig reduktion af de lavvandede stryg, som ørred- og laksefiskene hidtil havde benyttet som gydepladser. I årene 1934-40 blev strækningen fra Gudenåcentralen til Bjerringbro også uddybet yderligere.

## Vandkraft
I tidens løb har vandkraften været udnyttet flere steder langs Gudenåen. De mest markante anlæg udgøres af:
- Vestbirk Vandkraftanlæg
- Vilholt Mølle
- Klostermølle
- Rye Mølle (Glentholm Elværk)
- Silkeborg Papirfabrik
- Gudenåcentralen (Tangeværket)

Alle disse anlæg opstemmer eller har opstemmet Gudenåen, således at åen oversvømmer mere af Gudenådalen end uden opstemninger. Den mest markante er vandkraftsøen Tange Sø, der fremkom ved opdæmning af åen i december 1920 i forbindelse med etableringen af Danmarks største vandkraftværk ved Tange, Gudenåcentralen, i 1918-21. På strækningen med Tange Sø havde Gudenåen tidligere et fald på ca. 10 m, hvilket medførte et hastigt strømmende vandløb med fine gydepladser til laksen. Men markante uddybninger af Gudenåen mellem Silkeborg og Tange i 1807-10 og i særdelshed i 1850’erne, som blev foretaget for at forbedre sejladsen med pramme, havde allerede fjernet mange af de gode gydepladser og levesteder for laks i hovedløbet.

## Naturgenopretning
De store søer har mange fuglearter. Oddere bor ved Stryget i Silkeborg, og sæler ses undertiden nedstrøms for Tangeværket.

### Vestbirk Vandkraftværk og søerne
Horsens Kommune fik i november 2023 tilsagn om 36,8 mio. kr. til historisk stort vandløbsprojekt, som skal genskabe Gudenåen og genoprette naturen i området ved Vestbirksøerne ved at fjerne opstemningen ved Vestbirk Vandkraftværk. Projektet er i tæt samarbejde med Naturstyrelsen,  og finansieres af  Miljøstyrelsen og Fiskeristyrelsen og medfinansiering fra EU. Projektet gennemføres på baggrund af EUs Vandrammedirektiv og statens vandområdeplaner og ventes gennemført i 2025.
Projektet skal genoprette Gudenåen på en ca. 9 km lang strækning fra hovedvejen mellem Horsens og Silkeborg gennem den første af Vestbirksøerne til nedenfor Vestbirk Vandkraftværk.
På strækningen ledes vandet gennem det oprindelige løb under Den Genfundne Bro, og det tidligere fald på ca. 10 meter på Gudenåen er genskabt, hvilket er helt unikt i Danmark, da der ikke andre steder er så kraftigt et fald på så stort og bredt et vandløb.

### Døde Å og Klostermølle
16. april 2020 fik åen mulighed for at finde sit naturlige løb oven for Klostermølle, da en spærring nedenfor Sukkertoppen, hvis historie går tilbage til klostertiden i 1100-tallet, blev fjernet. Hensigten med det store naturgenopretningsprojekt er at genskabe det store ferskvandsdelta Klosterkær ved Mossø, at få vand i den tidligere Døde Å, og give bedre vilkår for fiskenes vandringer. Projektet har været undervej i 4 år og ledes af Horsens Kommune, og ventes at koste 8,43 millioner kroner, som betales af staten og EU. Det er en del af opfyldelsen af EU's vandrammedirektiv, der fordrer at der skal være fri passage for dyr og planter i alle vandløb.
For at fuldende genopretningen af Gudenåen, mangler således i dag kun en løsning vedrørende gennemstrømningen ved Tangeværket for at åen igen kan fremstå med en natur samt et fugle- og fiskeliv som oprindeligt.
- Gudenåen ved Klostermølle, Klosterkanalen efter omlægning april 2020, set mod sydøst
- Gudenåen ved Klostermølle, Klosterkanalen efter omlægning april 2020, set mod øst
- Det nye løb i Døde Å. Begyndelsen af den nu tørlagte Klosterkanalen efter omlægning april 2020 ses ved træerne som den fulgte mod nordøst.

## Sejlads
Al ikke-erhvervsmæssig sejlads på Gudenåen og alle søerne i Gudenåsystemet, er reguleret med Lov om ikke-erhvervsmæssig sejlads og anden færdsel på Gudenåen med sidevandløb og søer fra Tørring til Randers. På Gudenåen er der i henhold hertil på nogle strækninger mulighed for sejlads med kanoer, kajakker og mindre motorbåde. På strækningen mellem Tørring og Klostermølle må man sejle om sommeren, og alle fartøjer skal registreres, mens der er fri sejlads fra Klostermølle til Randers. Nærmere udspringet er der for smalt til sejlads. Dels er det besværligt at sejle dér, og dels er det gjort ulovligt for at beskytte bredderne.
Hjuldamperen Hjejlen sejler fra Silkeborg Havn til Himmelbjerget i Julsø.